# IC 2121
IC 2121 ist eine linsenförmige Galaxie vom Hubble-Typ SB0 im Sternbild Lepus am Südsternhimmel. Sie schätzungsweise 455 Millionen Lichtjahre von der Milchstraße entfernt.
Das Objekt wurde am 26. Dezember 1897 von Lewis Swift entdeckt.